# PRIDE 34
PRIDE 34: Kamikaze fue un evento de artes marciales mixtas producido por PRIDE Fighting Championships, celebrado el 8 de abril de 2007 en el Saitama Super Arena de Saitama.

## Historia
PRIDE 34 fue el último espectáculo de PRIDE FC promovido por Dream Stage Entertainment antes de la venta de la empresa. La promoción se disolvió poco después del evento.
Aunque Wanderlei Silva y Mauricio Rua estaban negociando con PRIDE para competir, ninguno de los dos lo hizo. Silva no participó debido a una suspensión médica recibida de la Comisión Atlética del Estado de Nevada. La comisión había declarado que si un médico japonés autorizaba a Silva a competir, considerarían levantar la suspensión tres días antes, pero esto no llegó a buenos términos.
Gilbert Yvel estaba originalmente programado para pelear contra Bazigit Atajev, pero Atajev se retiró debido a una enfermedad interna.
El anuncio sorpresa de Nobuyuki Sakakibara en el evento resultó ser una aparición especial de Kazushi Sakuraba, quien había dejado la promoción hace casi un año para unirse a la empresa Hero's. Kiyoshi Tamura se unió a Sakakibara en el ring y adelantó un posible enfrentamiento en un futuro evento de PRIDE. Sakuraba había expresado inicialmente su deseo de pelear contra Wanderlei Silva o Kiyoshi Tamura en la cartelera, pero al final ninguna pelea se materializó. Aunque Tamura terminaría peleando contra Sakuraba en Dynamite!! 2008.